# Böszörményi József
Böszörményi József (Mezőnyékládháza, 1772. május 10. – ?) református lelkész.

## Élete
Tanulását a miskolci református gimnáziumban a filozófiáig folytatta s 1791-ben ment a sárospataki református kollegiumba; onnét 1797-ben Szentgálra rektoriára és 1800-ban Bécsbe. Visszajött 1804-ben, mire veszprémi rektor, 1805-ben káplán ugyanott és 1806-ban köveskáli prédikátor lett. 1807. május 4.-én felszentelték.

## Munkái
A köveskáli ev. ref. eklezsiáról való jegyzéseket hagyott hátra, melyeket Thury Etele adott ki a Prot. Szemlében (1890), hol önéletrajza is megjelent.